# Bokavići
Bokavići (en cyrillique : Бокавићи) est un village de Bosnie-Herzégovine. Il est situé dans la municipalité de Lukavac, dans le canton de Tuzla et dans la fédération de Bosnie-et-Herzégovine. Selon les premiers résultats du recensement bosnien de 2013, il compte 1 372 habitants.

## Géographie
Le village est situé au bord du lac de Modrac.

## Démographie

### Évolution historique de la population
| 1948 | 1953 | 1961  | 1971  | 1981  | 1991  | 2013  |
| ---- | ---- | ----- | ----- | ----- | ----- | ----- |
| -    | -    | 1 029 | 1 287 | 1 311 | 1 324 | 1 372 |

|  |